# Associazione Sportiva Varese 1910 2011-2012
Questa voce raccoglie le informazioni riguardanti l'Associazione Sportiva Varese 1910 nelle competizioni ufficiali della stagione 2011-2012.

## Stagione

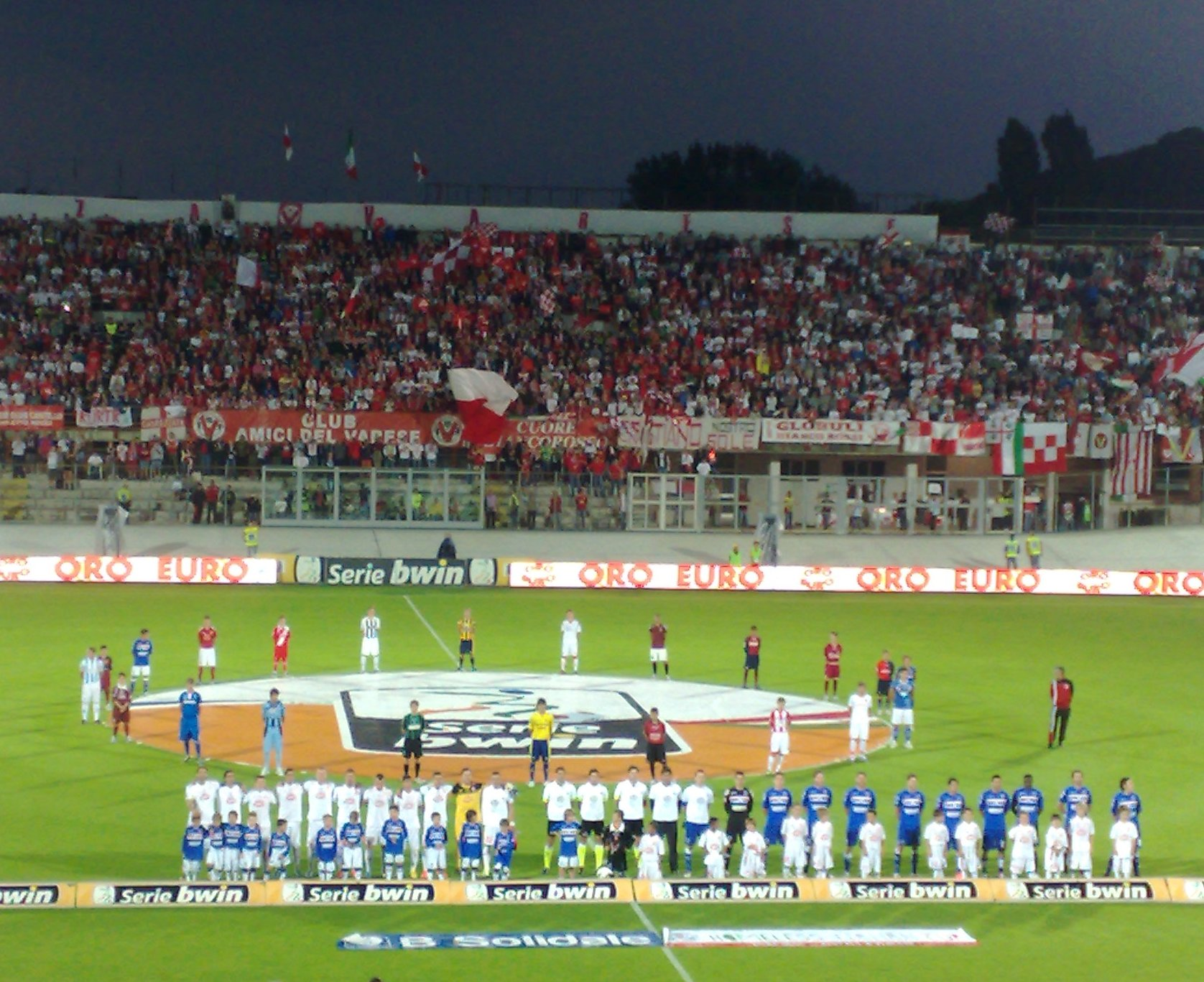
Samp e Varese, in campo prima dell'inizio della sfida promozione del 9 giugno 2012

Nella stagione 2011-2012 il Varese disputa il campionato cadetto, raccoglie 71 punti con il quinto posto in classifica, disputa la doppia semifinale dei Play-off contro il Verona, vincendo in casa (2-0) e pareggiando al Bentegodi (1-1), nella doppia finale perde entrambe le gare contro la Sampdoria, che sale in Serie A ad accompagnare Pescara e Torino. La squadra biancorossa ottiene 31 punti nel girone di andata e 40 nel girone di ritorno. La partenza del campionato è stata l'unica nota dolente della stagione, iniziata con il tecnico Benito Carbone, sostituito da Rolando Maran già all'ottava giornata, dopo la sconfitta interna (0-1) con il Sassuolo. Con il tecnico trentino c'è stato un crescendo continuo di risultati e bel gioco, unico difetto aver perso la finale dei Play-off contro la Sampdoria, che era la peggio piazzata nella griglia di partenza. Per il resto una gran bella stagione, iniziata male anche in Coppa Italia con la precoce eliminazione nel secondo turno, a vantaggio dell'Avellino che si è imposto (0-1) all'Ossola, ma conclusa in grande spolvero, con un girone di ritorno scoppiettante.

## Divise e sponsor
La prima divisa è rossa con profili e pantaloncini bianchi e calze rosse; nella seconda divisa i colori sono invertiti, mentre la terza divisa è nera con inserti rossi. Lo sponsor tecnico per la stagione 2011-2012 è Adidas, mentre gli sponsor ufficiali sono Oro in Euro (network di compravendita di oro e preziosi usati) e l'impresa di costruzioni Ing. Claudio Salini (che verrà poi sostituito dall'agenzia di collocamento lavorativo Temporary). A differenza della stagione precedente, il marchio dell'impresa di pulizie Pulirapida passa dai pantaloncini della prima squadra alle maglie della squadra primavera.
| Casa | Trasferta | Terza divisa |

## Organigramma societario
Area direttiva
- Presidente: Antonio Rosati
- Presidente onorario: Pietro Maroso
- Amministratore delegato: Enzo Montemurro
- Responsabile amministrativo: Agostino Falco, Fabio Negri

Area organizzativa
- Segretario generale: Giuseppe D'Aniello
- Team manager: Silvio Papini
- Dirigente accompagnatore: Pietro Frontini

Area comunicazione
- Ufficio stampa: Michele Marocco

Area Marketing
- Responsabile commerciale: Marco De Lorenzo
- Ufficio marketing: Paola Frascaroli

Area tecnica
- Responsabile: Mauro Milanese
- Allenatore: Benito Carbone, dal 1º ottobre 2011 Rolando Maran
- Allenatore in seconda: Alexandro Dossena, dal 1º ottobre 2011 Christian Maraner
- Collaboratore tecnico: Stefano Bettinelli
- Preparatore dei portieri: Oscar Verderame
- Preparatore atletico: Giorgio Panzarasa
- Responsabile area scouting e osservatori: Alessandro Andreini

Area sanitaria
- Responsabile sanitario: Giulio Clerici
- Medico addetto alla prima squadra: Andrea Fargetti
- Medico sociale: Carlo Montoli
- Massaggiatore: Andrea De Marchi, Flavio Fraccalvieri

## Rosa
La rosa e la numerazione sono aggiornate al 31 gennaio 2012.
| N. |                      | Ruolo | Calciatore              |
| -- | -------------------- | ----- | ----------------------- |
| 1  | Francia (bandiera)   | P     | Mathieu Moreau          |
| 2  | Italia (bandiera)    | D     | Raffaele Pucino         |
| 4  | Italia (bandiera)    | D     | Michelangelo Albertazzi |
| 4  | Italia (bandiera)    | C     | Alessandro Scialpi      |
| 5  | Italia (bandiera)    | D     | Giuseppe Figliomeni     |
| 7  | Argentina (bandiera) | C     | Emanuel Rivas           |
| 7  | Italia (bandiera)    | C     | Alessandro Carrozza     |
| 8  | Italia (bandiera)    | C     | Daniele Corti           |
| 9  | Italia (bandiera)    | A     | Daniele Martinetti      |
| 9  | Italia (bandiera)    | A     | Umberto Eusepi          |
| 10 | Brasile (bandiera)   | A     | Neto Pereira            |
| 11 | Italia (bandiera)    | C     | Franco Lepore           |
| 14 | Brasile (bandiera)   | C     | Filipe Gomes Ribeiro    |
| 17 | Italia (bandiera)    | C     | Umberto Cazzola         |
| 19 | Argentina (bandiera) | A     | Pablo Granoche          |
| 20 | Italia (bandiera)    | P     | Damiano Milan           |
| 21 | Italia (bandiera)    | A     | Marco Cellini           |

| N. |                                 | Ruolo | Calciatore                   |
| -- | ------------------------------- | ----- | ---------------------------- |
| 22 | Italia (bandiera)               | A     | Matteo Momenté               |
| 23 | Bosnia ed Erzegovina (bandiera) | A     | Enis Nadarević               |
| 24 | Italia (bandiera)               | C     | Gianpietro Zecchin           |
| 25 | Danimarca (bandiera)            | D     | Magnus Troest                |
| 27 | Slovenia (bandiera)             | C     | Jasmin Kurtić                |
| 29 | Italia (bandiera)               | C     | Loris Damonte                |
| 30 | Italia (bandiera)               | P     | Walter Bressan               |
| 32 | Italia (bandiera)               | D     | Alessandro Camisa (capitano) |
| 33 | Italia (bandiera)               | C     | Leonardo Pettinari           |
| 36 | Italia (bandiera)               | D     | Riccardo Girardi             |
| 83 | Italia (bandiera)               | A     | Gianvito Plasmati            |
| 86 | Italia (bandiera)               | D     | Fabrizio Cacciatore          |
| 87 | Italia (bandiera)               | D     | Fabrizio Grillo              |
| 88 | Italia (bandiera)               | D     | Christian Terlizzi           |
| 91 | Italia (bandiera)               | A     | Giuseppe De Luca             |
| 99 | Italia (bandiera)               | A     | Luca Pompilio                |

## Calciomercato

### Sessione estiva(dall'1/7 all'31/8)
| Acquisti         | Acquisti             | Acquisti    | Acquisti                   |
| R.               | Nome                 | da          | Modalità                   |
| ---------------- | -------------------- | ----------- | -------------------------- |
| P                | Walter Bressan       | Sassuolo    | definitivo                 |
| P                | Damiano Milan        | svincolato  | -                          |
| D                | Fabrizio Cacciatore  | Sampdoria   | prestito                   |
| D                | Gaetano Carrieri     | Torino      | compartecipazione          |
| D                | Fabrizio Grillo      | CSKA Sofia  | definitivo                 |
| D                | Raffaele Pucino      | Alessandria | compartecipazione          |
| D                | Christian Terlizzi   | svincolato  | -                          |
| D                | Magnus Troest        | Genoa       | prestito                   |
| C                | Umberto Cazzola      | Ravenna     | fine prestito              |
| C                | Loris Damonte        | Genoa       | compartecipazione          |
| C                | Filipe Gomes Ribeiro | Siena       | prestito                   |
| C                | Franco Lepore        | Paganese    | fine prestito              |
| C                | Jasmin Kurtić        | Palermo     | prestito                   |
| A                | Daniele Martinetti   | Sassuolo    | definitivo                 |
| A                | Matteo Momentè       | AlbinoLeffe | fine prestito              |
| Altre operazioni |                      |             |                            |
| R.               | Nome                 | da          | Modalità                   |
| D                | Alex Benvenga        | Valenzana   | fine prestito              |
| C                | Federico Furlan      | Milan       | riscatto compartecipazione |
| C                | Alessandro Gambadori | Monza       | fine prestito              |
| C                | Carmine Giorgione    | Valenzana   | fine prestito              |
| C                | Paolo Grossi         | AlbinoLeffe | riscatto compartecipazione |
| A                | Cristiano Ancora     | Matera      | riscatto compartecipazione |
| A                | Stefano Del Sante    | Fiorentina  | riscatto compartecipazione |
| A                | Umberto Eusepi       | Genoa       | riscatto compartecipazione |

| Cessioni         | Cessioni             | Cessioni     | Cessioni                      |
| R.               | Nome                 | a            | Modalità                      |
| ---------------- | -------------------- | ------------ | ----------------------------- |
| P                | Massimo Zappino      | -            | svincolato                    |
| D                | Alessandro Armenise  | Pro Vercelli | definitivo                    |
| D                | Claiton              | -            | svincolato                    |
| D                | Mirko Miceli         | Alessandria  | compartecipazione             |
| D                | Emanuele Pesoli      | Siena        | definitivo                    |
| D                | Giuseppe Pugliese    | Verona       | fine prestito                 |
| C                | Fabio Concas         | Carpi        | compartecipazione             |
| C                | Alessandro Frara     | -            | svincolato                    |
| C                | Lucas Correa         | -            | svincolato                    |
| C                | Wilfred Osuji        | Milan        | risoluzione compartecipazione |
| A                | Alemao               | Udinese      | fine prestito                 |
| A                | Osarimen Ebagua      | Torino       | compartecipazione             |
| A                | Umberto Eusepi       | Carpi        | prestito                      |
| A                | Sebastián Pinto      | -            | svincolato                    |
| A                | Pietro Tripoli       | Pro Vercelli | prestito                      |
| Altre operazioni |                      |              |                               |
| R.               | Nome                 | da           | Modalità                      |
| D                | Alex Benvenga        | Pisa         | compartecipazione             |
| D                | Paolo Marchi         | Carpi        | prestito                      |
| D                | Dario Toninelli      | Latina       | prestito                      |
| C                | Andrea Barberis      | Palermo      | prestito                      |
| C                | Giuseppe Casisa      | Paganese     | risoluzione compartecipazione |
| C                | Daniel Ferreira      | Verona       | prestito                      |
| C                | Alessandro Gambadori | Casale       | definitivo                    |
| C                | Paolo Grossi         | Siena        | definitivo                    |
| C                | Massimiliano Marsili | Nocerina     | risoluzione compartecipazione |
| C                | Renan Wagner         | Foggia       | prestito                      |
| A                | Cristiano Ancora     | Latina       | definitivo                    |
| A                | Stefano Del Sante    | Mantova      | definitivo                    |
| A                | Marco Gaeta          | Milan        | risoluzione compartecipazione |

### Sessione invernale(dal 2/1 al 31/1)
| Acquisti         | Acquisti                | Acquisti | Acquisti      |
| R.               | Nome                    | da       | Modalità      |
| ---------------- | ----------------------- | -------- | ------------- |
| D                | Michelangelo Albertazzi | Milan    | prestito      |
| C                | Leonardo Pettinari      | Atalanta | prestito      |
| C                | Emanuel Rivas           | Bari     | definitivo    |
| A                | Pablo Granoche          | Novara   | prestito      |
| A                | Gianvito Plasmati       | Nocerina | prestito      |
| Altre operazioni |                         |          |               |
| R.               | Nome                    | a        | Modalità      |
| A                | Daniel Ferreira         | Verona   | fine prestito |

| Cessioni         | Cessioni            | Cessioni | Cessioni   |
| R.               | Nome                | a        | Modalità   |
| ---------------- | ------------------- | -------- | ---------- |
| D                | Giuseppe Figliomeni | Nocerina | prestito   |
| C                | Alessandro Carrozza | Atalanta | prestito   |
| C                | Umberto Cazzola     | Fano     | definitivo |
| C                | Alessandro Scialpi  | Carpi    | prestito   |
| A                | Luca Pompilio       | Foggia   | prestito   |
| A                | Marco Cellini       | Modena   | definitivo |
| Altre operazioni |                     |          |            |
| R.               | Nome                | a        | Modalità   |
| A                | Daniel Ferreira     | Foggia   | prestito   |

## Risultati

### Serie B

#### Girone di andata
| Bari 27 agosto 2011, ore 19:00 CEST 1ª giornata | Bari               | 0 – 0 referto | Varese | Stadio San Nicola (6.687 spett.)\| Arbitro: \| Calvarese (Teramo) \| |
| Arbitro:                                        | Calvarese (Teramo) |               |        |                                                                      |

| Varese 30 agosto 2011, ore 20:45 CEST 2ª giornata | Varese              | 0 – 0 referto | Crotone | Stadio Franco Ossola (3.379 spett.)\| Arbitro: \| Merchiori (Ferrara) \| |
| Arbitro:                                          | Merchiori (Ferrara) |               |         |                                                                          |

| Arbitro: | Giacomelli (Trieste) |

|                            |           |  |
| Stevanović 40’ Sgrigna 49’ | Marcatori |  |

| Arbitro: | Candussio (Cervignano del Friuli) |

|  |           |                      |
|  | Marcatori | 50’ Luci 71’ Dionisi |

| Arbitro: | Gavillucci (Latina) |

|                             |           |           |
| Neto Pereira 2’ De Luca 82’ | Marcatori | 59’ Cocco |

| Gubbio 24 settembre 2011, ore 15:00 CEST 6ª giornata | Gubbio              | 0 – 0 referto | Varese | Stadio Pietro Barbetti (3.240 spett.)\| Arbitro: \| Di Bello (Brindisi) \| |
| Arbitro:                                             | Di Bello (Brindisi) |               |        |                                                                            |

| Arbitro: | Massa (Imperia) |

|  |           |             |
|  | Marcatori | 66’ Sansone |

| Arbitro: | Tozzi (Ostia Lido) |

|  |           |                         |
|  | Marcatori | 48’ Carrozza 81’ Pucino |

| Arbitro: | Palazzino (Ciampino) |

|           |           |                              |
| Buscè 26’ | Marcatori | 14’ Martinetti 90+4’ Cellini |

| Arbitro: | Baracani (Firenze) |

|                                              |           |  |
| Cacciatore 48’ Cellini 84’ (rig.) Kurtić 85’ | Marcatori |  |

| Arbitro: | Calvarese (Teramo) |

|                                             |           |                              |
| Ragusa 30’ Missiroli 48’ (rig.) Colombo 86’ | Marcatori | 59’ Figliomeni 90+3’ De Luca |

| Arbitro: | Irrati (Pistoia) |

|                         |           |             |
| Carrozza 1’ Cellini 64’ | Marcatori | 40’ Cazzola |

| Arbitro: | Tommasi (Bassano del Grappa) |

|                             |           |             |
| Sansovini 20’, 71’ Koné 68’ | Marcatori | 28’ De Luca |

| Varese 5 novembre 2011, ore 15:00 CET 14ª giornata | Varese            | 0 – 0 referto | Modena | Stadio Franco Ossola (2.513 spett.)\| Arbitro: \| Viti (Campobasso) \| |
| Arbitro:                                           | Viti (Campobasso) |               |        |                                                                        |

| Arbitro: | Tozzi (Ostia Lido) |

|              |           |                                                        |
| Sforzini 75’ | Marcatori | 5’ Martinetti 7’ Carrozza 18’, 34’ Cellini 32’ Zecchin |

| Arbitro: | Di Paolo (Avezzano) |

|  |           |              |
|  | Marcatori | 69’ Schiavon |

| Arbitro: | Irrati (Pistoia) |

|                                    |           |                                                 |
| Troest 26’ (aut.) Negro 35’ (rig.) | Marcatori | 46’, 66’ Martinetti 85’ De Luca 90+3’ Nadarević |

| Arbitro: | Merchiori (Ferrara) |

|                              |           |                               |
| De Luca 51’ Neto Pereira 67’ | Marcatori | 27’ Jonathas 30’ Juan Antonio |

| Ascoli Piceno 10 dicembre 2011, ore 15:00 CET 19ª giornata | Ascoli            | 0 – 0 referto | Varese | Stadio Cino e Lillo Del Duca (2.515 spett.)\| Arbitro: \| Baratta (Salerno) \| |
| Arbitro:                                                   | Baratta (Salerno) |               |        |                                                                                |

| Varese 18 dicembre 2011, ore 12:30 CET 20ª giornata | Varese        | 0 – 0 referto | Verona | Stadio Franco Ossola (4.971 spett.)\| Arbitro: \| Ciampi (Roma) \| |
| Arbitro:                                            | Ciampi (Roma) |               |        |                                                                    |

| Arbitro: | Candussio (Cervignano del Friuli) |

|  |           |               |
|  | Marcatori | 90+1’ Damonte |

#### Girone di ritorno
| Arbitro: | Tozzi (Ostia Lido) |

|  |           |                      |
|  | Marcatori | 8’ Caputo 77’ Stoian |

| Arbitro: | Mariani (Aprilia) |

|                |           |                                  |
| Florenzi 90+2’ | Marcatori | 41’ Terlizzi 70’ (rig.) Carrozza |

| Varese 28 gennaio 2012, ore 15:00 CET 24ª giornata | Varese               | 0 – 0 referto | Torino | Stadio Franco Ossola (5.039 spett.)\| Arbitro: \| Cervellera (Taranto) \| |
| Arbitro:                                           | Cervellera (Taranto) |               |        |                                                                           |

| Arbitro: | Viti (Campobasso) |

|                     |           |                             |
| Paulinho 20’ (rig.) | Marcatori | 21’ Zecchin 37’, 83’ Troest |

| Arbitro: | Baratta (Salerno) |

|               |           |                  |
| Germinale 45’ | Marcatori | 4’, 60’ Granoche |

| Arbitro: | Gavillucci (Latina) |

|          |           |  |
| Rivas 6’ | Marcatori |  |

| Modena 18 febbraio 2012, ore 15:00 CET 28ª giornata | Sassuolo         | 0 – 0 referto | Varese | Stadio Alberto Braglia (2.638 spett.)\| Arbitro: \| Giancola (Vasto) \| |
| Arbitro:                                            | Giancola (Vasto) |               |        |                                                                         |

| Arbitro: | Palazzino (Ciampino) |

|                                       |           |  |
| Zecchin 28’ Kurtić 39’ Cacciatore 88’ | Marcatori |  |

| Arbitro: | Viti (Campobasso) |

|  |           |             |
|  | Marcatori | 38’ Stovini |

| Arbitro: | Calvarese (Teramo) |

|             |           |             |
| Ruopolo 36’ | Marcatori | 90’ De Luca |

| Arbitro: | Di Bello (Brindisi) |

|                  |           |  |
| Plasmati 7’, 17’ | Marcatori |  |

| Arbitro: | Merchiori (Ferrara) |

|                           |           |  |
| Scozzarella 45+2’ Sau 63’ | Marcatori |  |

| Arbitro: | Pinzani (Empoli) |

|                   |           |             |
| Granoche 40’, 58’ | Marcatori | 25’ Caprari |

| Arbitro: | Viti (Campobasso) |

|                           |           |                          |
| Ardemagni 39’ Cellini 54’ | Marcatori | 24’ Terlizzi 83’ De Luca |

| Arbitro: | Mariani (Aprilia) |

|             |           |                                           |
| Granoche 6’ | Marcatori | 50’ (aut.) Troest 81’ Padella 83’ Sciacca |

| Arbitro: | Baratta (Salerno) |

|  |           |             |
|  | Marcatori | 11’ De Luca |

| Arbitro: | Candussio (Cervignano del Friuli) |

|                  |           |             |
| De Luca 44’, 66’ | Marcatori | 86’ Barusso |

| Arbitro: | Nasca (Bari) |

|                 |           |                                 |
| El Kaddouri 44’ | Marcatori | 43’ Zecchin 76’ (rig.) Terlizzi |

| Arbitro: | Tommasi (Bassano del Grappa) |

|                                                   |           |  |
| Cacciatore 34’ Neto Pereira 44’, 50’ Granoche 86’ | Marcatori |  |

| Arbitro: | Pinzani (Empoli) |

|                                             |           |  |
| Maietta 43’ Ferrari 79’ J. Gomez 89’ (rig.) | Marcatori |  |

| Arbitro: | Baracani (Firenze) |

|                                                         |           |             |
| Martinetti 16’ (rig.) Terlizzi 79’ (rig.) Momentè 90+2’ | Marcatori | 20’ Soriano |

#### Play-off
| Arbitro: | Irrati (Pistoia) |

|                        |           |  |
| Kurtić 3’ Terlizzi 78’ | Marcatori |  |

| Arbitro: | Massa (Imperia) |

|                |           |              |
| Tachtsidis 20’ | Marcatori | 77’ Terlizzi |

| Arbitro: | Giacomelli (Trieste) |

|                                |           |                       |
| Gastaldello 21’, 81’ Pozzi 47’ | Marcatori | 25’ Rivas 55’ De Luca |

| Arbitro: | Calvarese (Teramo) |

|  |           |           |
|  | Marcatori | 91’ Pozzi |

### Coppa Italia
| Arbitro: | Massa (Imperia) |

|  |           |            |
|  | Marcatori | 11’ Correa |

## Statistiche
Statistiche aggiornate al 9 giugno 2012.

### Statistiche di squadra
| Competizione | Punti | In casa | In casa | In casa | In casa | In casa | In casa | In trasferta | In trasferta | In trasferta | In trasferta | In trasferta | In trasferta | Totale | Totale | Totale | Totale | Totale | Totale | DR  |
| Competizione | Punti | G       | V       | N       | P       | Gf      | Gs      | G            | V            | N            | P            | Gf           | Gs           | G      | V      | N      | P      | Gf     | Gs     | DR  |
| ------------ | ----- | ------- | ------- | ------- | ------- | ------- | ------- | ------------ | ------------ | ------------ | ------------ | ------------ | ------------ | ------ | ------ | ------ | ------ | ------ | ------ | --- |
| Serie B      | 71    | 21      | 10      | 5       | 6       | 27      | 17      | 21           | 10           | 6            | 5            | 29           | 23           | 42     | 20     | 11     | 11     | 56     | 40     | +16 |
| Play-off     | -     | 2       | 1       | 0       | 1       | 2       | 1       | 2            | 0            | 1            | 1            | 3            | 4            | 4      | 1      | 1      | 2      | 5      | 5      | 0   |
| Coppa Italia | -     | 1       | 0       | 0       | 1       | 0       | 1       | -            | -            | -            | -            | -            | -            | 1      | 0      | 0      | 1      | 0      | 1      | -1  |
| Totale       | -     | 24      | 11      | 5       | 8       | 29      | 19      | 23           | 10           | 7            | 6            | 32           | 27           | 46     | 21     | 12     | 14     | 61     | 46     | +15 |

### Andamento in campionato
| Giornata  | 1  | 2  | 3  | 4  | 5  | 6  | 7  | 8  | 9  | 10 | 11 | 12 | 13 | 14 | 15 | 16 | 17 | 18 | 19 | 20 | 21 | 22 | 23 | 24 | 25 | 26 | 27 | 28 | 29 | 30 | 31 | 32 | 33 | 34 | 35 | 36 | 37 | 38 | 39 | 40 | 41 | 42 |
| --------- | -- | -- | -- | -- | -- | -- | -- | -- | -- | -- | -- | -- | -- | -- | -- | -- | -- | -- | -- | -- | -- | -- | -- | -- | -- | -- | -- | -- | -- | -- | -- | -- | -- | -- | -- | -- | -- | -- | -- | -- | -- | -- |
| Luogo     | T  | C  | T  | C  | C  | T  | C  | T  | T  | C  | T  | C  | T  | C  | T  | C  | T  | C  | T  | C  | T  | C  | T  | C  | C  | T  | C  | T  | C  | C  | T  | C  | T  | C  | T  | C  | T  | C  | T  | C  | T  | C  |
| Risultato | N  | N  | P  | P  | V  | N  | P  | V  | V  | V  | P  | V  | P  | N  | V  | P  | V  | N  | N  | N  | V  | P  | V  | N  | V  | V  | V  | N  | V  | P  | N  | V  | P  | V  | N  | P  | V  | V  | V  | V  | P  | V  |
| Posizione | 12 | 14 | 17 | 17 | 15 | 15 | 16 | 14 | 12 | 10 | 11 | 7  | 9  | 11 | 8  | 9  | 7  | 7  | 7  | 7  | 7  | 8  | 6  | 6  | 6  | 6  | 6  | 6  | 6  | 6  | 6  | 6  | 6  | 6  | 6  | 5  | 6  | 5  | 5  | 5  | 5  | 5  |

Fonte:  Serie B – Classifiche, su sport.sky.it, Sky Sport. URL consultato l'8 novembre 2013 (archiviato dall'url originale il 7 gennaio 2014).
Legenda:

Luogo: C = Casa; T = Trasferta. Risultato: V = Vittoria; N = Pareggio; P = Sconfitta.

### Statistiche dei giocatori
Sono in corsivo i calciatori che hanno lasciato la società durante la stagione.
| Giocatore     | Serie B+Play-off | Serie B+Play-off | Serie B+Play-off | Serie B+Play-off | Coppa Italia | Coppa Italia | Coppa Italia | Coppa Italia | Totale   | Totale | Totale      | Totale     |
| Giocatore     | Presenze         | Reti             | Ammonizioni      | Espulsioni       | Presenze     | Reti         | Ammonizioni  | Espulsioni   | Presenze | Reti   | Ammonizioni | Espulsioni |
| ------------- | ---------------- | ---------------- | ---------------- | ---------------- | ------------ | ------------ | ------------ | ------------ | -------- | ------ | ----------- | ---------- |
| M. Albertazzi | 2                | 0                | 0                | 0                | -            | -            | -            | -            | 2        | 0      | 0           | 0          |
| W. Bressan    | 36+4             | -33+-5           | 3                | 0                | -            | -            | -            | -            | 40       | -38    | 3           | 0          |
| F. Cacciatore | 33+4             | 3                | 14+1             | 1                | 1            | 0            | 0            | 0            | 38       | 3      | 15          | 1          |
| A. Camisa     | 15+2             | 0                | 4+1              | 0                | 1            | 0            | 1            | 0            | 18       | 0      | 6           | 0          |
| G. Carrieri   | 0                | 0                | 0                | 0                | 0            | 0            | 0            | 0            | 0        | 0      | 0           | 0          |
| A. Carrozza   | 22               | 4                | 3                | 1                | 0            | 0            | 0            | 0            | 22       | 4      | 3           | 1          |
| M. Cellini    | 18               | 5                | 1                | 0                | 1            | 0            | 0            | 0            | 19       | 5      | 1           | 0          |
| U. Cazzola    | 3                | 0                | 1                | 0                | 0            | 0            | 0            | 0            | 3        | 0      | 1           | 0          |
| D. Corti      | 32+4             | 0                | 5+2              | 0                | 1            | 0            | 0            | 0            | 37       | 0      | 7           | 0          |
| L. Damonte    | 18+2             | 1                | 3                | 0                | 0            | 0            | 0            | 0            | 20       | 1      | 3           | 0          |
| G. De Luca    | 34+4             | 10+1             | 4                | 0                | 0            | 0            | 0            | 0            | 38       | 11     | 4           | 0          |
| U. Eusepi     | -                | -                | -                | -                | 1            | 0            | 0            | 0            | 1        | 0      | 0           | 0          |
| G. Figliomeni | 6                | 1                | 1                | 1                | 1            | 0            | 0            | 0            | 7        | 1      | 1           | 1          |
| Filipe        | 14               | 0                | 0                | 0                | 1            | 0            | 0            | 0            | 15       | 0      | 0           | 0          |
| P. Granoche   | 16+3             | 6                | 3                | 0                | -            | -            | -            | -            | 19       | 6      | 3           | 0          |
| F. Grillo     | 34+2             | 0                | 6                | 0                | 0            | 0            | 0            | 0            | 36       | 0      | 6           | 0          |
| J. Kurtić     | 38+4             | 2+1              | 6+2              | 0                | 1            | 0            | 0            | 0            | 43       | 3      | 8           | 0          |
| F. Lepore     | 6                | 0                | 1                | 0                | 0            | 0            | 0            | 0            | 6        | 0      | 1           | 0          |
| D. Martinetti | 26+2             | 5                | 2                | 0                | 0            | 0            | 0            | 0            | 28       | 5      | 2           | 0          |
| D. Milan      | 0                | 0                | 0                | 0                | 0            | 0            | 0            | 0            | 0        | 0      | 0           | 0          |
| M. Moreau     | 7                | -6               | 0                | 0                | 1            | -1           | 0            | 0            | 8        | -7     | 0           | 0          |
| M. Momentè    | 1                | 1                | 1                | 0                | 0            | 0            | 0            | 0            | 1        | 1      | 1           | 0          |
| E. Nadarević  | 37+4             | 1                | 2+1              | 0                | 1            | 0            | 0            | 0            | 42       | 1      | 3           | 0          |
| Neto Pereira  | 28+4             | 4                | 3                | 0                | 1            | 0            | 0            | 0            | 33       | 4      | 3           | 0          |
| L. Pettinari  | 6                | 0                | 0                | 0                | -            | -            | -            | -            | 6        | 0      | 0           | 0          |
| G. Plasmati   | 8+1              | 2                | 0                | 0                | -            | -            | -            | -            | 9        | 2      | 0           | 0          |
| L. Pompilio   | 0                | 0                | 0                | 0                | 0            | 0            | 0            | 0            | 0        | 0      | 0           | 0          |
| R. Pucino     | 31+3             | 1                | 5                | 1                | 0            | 0            | 0            | 0            | 34       | 1      | 5           | 1          |
| E. Rivas      | 11+4             | 1+1              | 2                | 0                | -            | -            | -            | -            | 15       | 2      | 2           | 0          |
| A. Scialpi    | 0                | 0                | 0                | 0                | 0            | 0            | 0            | 0            | 0        | 0      | 0           | 0          |
| C. Terlizzi   | 30+3             | 4+2              | 5                | 0                | 1            | 0            | 0            | 0            | 34       | 6      | 5           | 0          |
| M. Troest     | 37+3             | 2                | 8+2              | 1                | 1            | 0            | 0            | 0            | 41       | 2      | 10          | 1          |
| G. Zecchin    | 35+3             | 4                | 5+1              | 0                | 1            | 0            | 0            | 0            | 39       | 4      | 6           | 0          |

## Giovanili

### Organigramma societario
Area direttiva
- Responsabile: Giorgio Scapini
- Coordinatore tecnico: Roberto Verdelli
- Segretario: Marco Bof

Scuola Calcio
- Responsabile: Marco Caccianiga
- Coordinatore tecnico: Giovanni Cortazzi

Progetto Bimbo
- Responsabile: Marco Caccianiga